# Seguros Bolivar Open Bogotá 2009
Il Seguros Bolivar Open Bogotá 2009 è un torneo professionistico di tennis maschile giocato sulla terra rossa, che faceva parte dell'ATP Challenger Tour 2009. Si è giocato a Bogotà in Colombia dal 13 al 19 luglio 2009.

## Partecipanti

### Teste di serie
| Nazionalità | Giocatore        | Ranking* | Testa di serie |
| ----------- | ---------------- | -------- | -------------- |
| Cile        | Nicolás Massú    | 94       | 1              |
| Argentina   | Brian Dabul      | 97       | 2              |
| Brasile     | Marcos Daniel    | 101      | 3              |
| Colombia    | Santiago Giraldo | 131      | 4              |
| Argentina   | Horacio Zeballos | 134      | 5              |
| Argentina   | Sebastián Decoud | 158      | 6              |
| Brasile     | Ricardo Hocevar  | 160      | 7              |
| Argentina   | Agustín Calleri  | 166      | 8              |

- Ranking al 6 luglio 2009.

### Altri partecipanti
Giocatori che hanno ricevuto una wild card:
- Juan Sebastián Cabal
- Ricardo Corrente
- Alejandro González
- Carlos Salamanca

Giocatori passati dalle qualificazioni:
- Marcel Felder
- André Miele
- Kristian Pless
- Eduardo Struvay

## Campioni

### Singolare
Marcos Daniel ha battuto in finale  Horacio Zeballos con il punteggio di 4–6, 7–6(5), 6–4

### Doppio
Sebastián Prieto /  Horacio Zeballos hanno battuto in finale  Marcos Daniel /  Ricardo Mello con il punteggio di 6–4, 7–5